# Município de Parkman (condado de Geauga, Ohio)
O município de Parkman (em inglês: Parkman Township) é um município localizado no condado de Geauga no estado estadounidense de Ohio. No ano de 2010 tinha uma população de 4.131 habitantes e uma densidade populacional de 59,07 pessoas por km².

## Geografia
O município de Parkman encontra-se localizado nas coordenadas 41° 22′ 57″ N, 81° 02′ 53″ O. Segundo a Departamento do Censo dos Estados Unidos, o município tem uma superfície total de 69.93 km², da qual 69,5 km² correspondem a terra firme e (0,61 %) 0,42 km² é água.

## Demografia
Segundo o censo de 2010, tinha 4.131 habitantes residindo no município de Parkman. A densidade populacional era de 59,07 hab./km². Dos 4.131 habitantes, o município de Parkman estava composto pelo 99,03 % brancos, o 0,19 % eram afroamericanos, o 0,12 % eram amerindios, o 0,12 % eram asiáticos e o 0,53 % eram de uma mistura de raças. Do total da população o 0,31 % eram hispanos ou latinos de qualquer raça.